# (1236) Thaïs
(1236) Thaïs – planetoida z pasa głównego planetoid okrążająca Słońce w ciągu 3 lat i 289 dni w średniej odległości 2,43 au. Została odkryta 6 listopada 1931 roku w Obserwatorium Simejiz na górze Koszka na Półwyspie Krymskim przez Grigorija Nieujmina. Nazwy planetoidy pochodzi od Thais – słynnej greckiej hetery żyjącej w czasach Aleksandra Macedońskiego. Nawiązuje także do opery Thaïs Julesa Masseneta (napisanej na podstawie noweli Anatola France’a). Przed nadaniem nazwy planetoida nosiła oznaczenie tymczasowe (1236) 1931 VX.